# L'origine delle teorie
L'origine delle teorie è un saggio di filosofia della scienza di Enrico Bellone, pubblicato nel 2006. Il libro propone un'interpretazione dello sviluppo scientifico e culturale dell'uomo basata su un modello naturalistico ed evoluzionistico che assimila le trasformazioni culturali a processi biologici di adattamento all'ambiente. Il titolo del libro è un esplicito richiamo alle opere di Charles Darwin (L'origine dell'uomo e L'origine delle specie), da cui l'autore prende le mosse.

## Edizioni
- Enrico Bellone, L'origine delle teorie, Codice Edizioni, 2006,  pp. 129, cap. 8, ISBN 88-7578-057-9.